# Departamento Canindeyú
Canindeyú (Guaraní: Kanindeju) ist ein Departamento in Paraguay, es ist einer von insgesamt 17 Verwaltungsbezirken. Der Name leitet sich von kandindé Papagei und der Kontraktion von sayjú gelb ab. Es wurde 1973 als Abspaltung von den benachbarten Departamentos gegründet.
Das Departamento sowie die Hauptstadt Salto del Guairá grenzen an Brasilien, was zu einem starken Einkaufstourismus führt und der Stadt das größte Einkaufszentrum des Landes bescherte. In der fruchtbaren Gegend werden Mais, Soja, Zuckerrohr, Weizen, Baumwolle, Reis und Tabak angebaut sowie Rinder, Schweine und Pferde gezüchtet.

## Distrikte
- Corpus Christi
- Curuguaty
- General Francisco Caballero Álvarez
- Itanará
- Katueté
- La Paloma
- Nueva Esperanza
- Salto del Guairá
- Villa San Isidro Curuguaty
- Villa Ygatimí
- Yasy Cañy
- Ypejhú
- Ybyrarobaná
- Yby Pitá